# Verleihung der Student Academy Awards 2022
Die 49. Verleihung der Student Academy Awards findet Mitte Oktober 2022 statt. Die Finalisten wurden im August 2022 bekanntgegeben, die Preisträger im September 2022, allerdings in einigen Kategorien nicht, ob sie den Preis in Gold, Silber oder Bronze erhalten werden.

## Auszeichnungen und Nominierungen
Im Jahr 2022 wurden die Auszeichnungen erstmals nicht getrennt nach US-amerikanischen und internationalen Produktionen vergeben.

### Alternative/Experimental (Domestic and International Film Schools)
Olivia Peace, Against Reality, University of Southern California (USA)
- Chloe Evangelista, Ask Again Later,  Pratt Institute (USA)
- Mariana Correa González, It Will Rain Today,  Universidad de Antioquia (Kolumbien)[3][2]

### Animation (Domestic and International Film Schools)
Jan Gadermann und Sebastian Gadow, Laika & Nemo,  Filmuniversität Babelsberg Konrad Wolf (Deutschland)
Lachlan Pendragon, An Ostrich Told Me the World Is Fake and I Think I Believe It,  Griffith Film School (Australien)
Yanis Belaid, Eliott Benard und Nicolas Mayeur, The Seine’s Tears,  Pôle 3D Digital & Creative School (Frankreich)
- Seyed Mohsen Pourmohseni Shakib, The Boot,  Payame Noor University (Iran)
- Adam Sillard, Gabrielle Selnet und Chloé Farr, Goodbye Jérôme!,  Gobelins, School of Images (Frankreich)
- Clara Mesplé, Chloé Viala und Camille Burles, Little Things,  École Georges Méliès (Frankreich)
- Anushka Nair und Lauryn Anthony, Period Drama,  Ringling College of Art & Design (USA)[3][2]

### Documentary (Domestic and International Film Schools)
Shuhao Tse, Found,  New York University (USA)
Jared Peraglia, Here to Stay,  New York University (USA)
Gabriella Canal, Michael Fearon, Seasons,  Columbia University (USA)
- Roshaan Khattak, The State of Dissent,  University of the Arts London (UK)
- Simran Arora und Harshit Bawa, Traded,  University of Greenwich (UK)
- Josh Greene, Waves Apart,  University of Southern California (USA)
- Hansine Killingmoe Såstad, What Nobody Talks About,  Kristiania University College (Norwegen)[3][2]

### Narrative (Domestic and International Film Schools)
Nils Keller, Almost Home,  Hochschule für Fernsehen und Film München (Deutschland)
Welf Reinhart, Rooms,  Hochschule für Fernsehen und Film München (Deutschland)
Freddy Macdonald, Shedding Angels,  American Film Institute (USA)
- Federico Russotto, L’Avversario,  Centro Sperimentale di Cinematografia (Italien)
- Marlén Ríos-Farjat, Living All of Life,  Centro de Capacitación Cinematográfica (Mexiko)
- Pascal Schuh, Songs of a Caretaker,  Filmuniversität Babelsberg Konrad Wolf (Deutschland)
- Eugen Merher, The Boy Who Couldn’t Feel Pain,  Filmakademie Baden-Württemberg (Deutschland)[2]